# Kentaro Miura
Kentaro Miura (三浦 建太郎, Miura Kentaro, Chiba, 11 juli 1966 – 6 mei 2021) was een Japans mangaka. Hij is vooral bekend voor zijn fantasy manga Berserk.

## Carrière
Kentaro Miura werd geboren in Chiba in 1966. In 1976 (op tienjarige leeftijd) tekende Miura zijn eerste manga getiteld Miuranger. De reeks omspande veertig volumes. Miura publiceerde het werk voor zijn klasgenoten in een schooluitgave. In 1977 creëerde Miura zijn tweede manga getiteld Ken e no michi (剣への道), waarvoor hij voor het eerst Oost-Indische inkt gebruikt. Vanaf 1979 begon zijn tekenstijl enorme vooruitgang te tonen en begon hij te experimenteren met professionele technieken. Zijn eerste dōjinshi publiceerde hij met behulp van vrienden in 1982.
In datzelfde jaar werd Miura lid van het artistieke curriculum van zijn middelbare school. Samen met zijn klasgenoten begon hij zijn werk uit te geven in schoolpublicaties. In 1985 zond hij het werk Futanabi in als toegangsproef voor de kunstafdeling van de Nihon Universiteit. Op basis van deze titel werd hij toegelaten. Futanabi werd later genomineerd voor "Beste Nieuwe Auteur" in Weekly Shonen Magazine. In datzelfde jaar werd de manga Noa uitgegeven in dit tijdschrift. Door onenigheden met de redactie van dit magazine, werd de publicatie van deze reeks stopgezet.
In 1988 publiceerde Miura een manga van 48 pagina's getiteld Berserk Prototype. Het was een introductie tot de wereld waarin Berserk plaatsvindt. Miura won er een prijs mee van de Comi Manga School.
In 1989 ving Miura een project getiteld King of Wolves (王狼, Ourou) aan op basis van een script van Buronson. Het werd uitgegeven in het Monthly Animal House tijdschrift in mei en juli van datzelfde jaar.
In 1990 volgde een prequel op Ourou getiteld Ourou Den (王狼伝), welke werd uitgegeven in het Young Animal tijdschrift. In oktober van datzelfde jaar zag het eerste volume van Berserk het eerste levenslicht in ditzelfde magazine. Miura vergaarde populariteit met het verschijnen van de "Golden Age" verhaallijn van Berserk. De reeks groeide uit tot een groot succes, waardoor Miura een van de meest prominente hedendaagse mangaka werd.
Miura werkte in 1992 opnieuw samen met Buronson aan de manga Japan, welke na diens magazine editie werd gepubliceerd als tankōbon. Daarna legde hij zich volledig toe op het tekenen van Berserk.
In 1997 werd er onder Miura's toezicht een anime van 25 afleveringen geproduceerd van Berserk. Het programma werd uitgezonden op Nippon TV. Verscheidene kunstboeken van Miura's hand gebaseerd op Berserk volgden. In 1999 werkte Miura mee aan het Dreamcast computerspel getiteld Sword of the Berserk: Guts' Rage]. In 2004 volgde nog een tweede spel getiteld Berserk Millennium Falcon Arc: Chapter of the Holy Demon War.
Berserk kende in 2018 reeds 39 volumes. De reeks kreeg verscheidene soorten merchandise. In 2002 won Miura er de Tezuka Osamu Cultuurprijs mee (tweede plaats).
Miura ontwierp de Vocaloid Kamui Gakupo, wiens stem wordt voorzien door Gackt.
Miura overleed op 6 mei 2021 om 14:48 aan een acute aortadissectie. Miura werd 54 jaar oud.

## Invloeden
Miura stelt dat het werk dat het meeste invloed uitoefent op zijn oeuvre, Tetsuo Hara's Hokuto no Ken is. Go Nagai was eveneens een invloedrijk figuur voor hem. Daarnaast haalde Miura Star Wars en de muziek van Japans zanger Susumu Hirasawa aan als inspiratiebronnen.

## Oeuvre
- Miuranger (1976)
- Ken e no Michi (1977)
- Futatabi (1985)
- Noa (1985)
- Berserk Prototype (1988)
- King of Wolves (1989)
- Berserk (1989–heden)
- Ourou Den (1990)
- Japan (1992)
- Gigantomakhia (2013)

- Bibsys: 1615360581878
- Biblioteca Nacional de España: XX1650813
- Bibliothèque nationale de France: cb145933945 (data)
- Catàleg d'autoritats de noms i títols de Catalunya: 981058608956106706
- CiNii: DA12714208
- Gemeinsame Normdatei: 1047450267
- International Standard Name Identifier: 0000 0001 1085 602X
- Library of Congress Control Number: n2008008440
- MusicBrainz: 6feee136-edc8-42e7-84bd-3cb7d023d036
- Bibliotheek van het Japanse parlement: 00322935
- Nationale Bibliotheek van Tsjechië: xx0249926
- Nederlandse Thesaurus van Auteursnamen: 306964821
- Réseau des bibliothèques de Suisse occidentale: 02-A012676981
- Système universitaire de documentation: 083484809
- Virtual International Authority File: 117044505
- WorldCat: E39PBJbCRMR3xgD3WmD6wqPvpP